# Arno Kolenbrander
Arno Kolenbrander (Rotterdam, 3 mei 1973) is een Nederlands zanger.
Kolenbrander won in 1995 de Soundmixshow met het nummer Why God why uit de musical Miss Saigon. Met dit nummer stond hij vervolgens 10 weken in de Nederlandse top 40 met nummer 10 als hoogste notering. In de Nationale Hitparade hield hij het ook 10 weken vol, waarbij nummer 9 de hoogste notering was. In 1996 komt er onder de naam Arno Kolenbrander een album uit. Hij deed auditie voor een rol in de musical Miss Saigon maar werd niet verkozen.
In 1998 nam hij de artiestennaam Arno aan en besloot hij zich te richten op het Nederlandstalige lied. Hij deed, met toch weer een Engelstalig nummer (One Step Behind), mee aan het Nationaal Songfestival 2000. Van 1997 tot 2002 trad hij op in de Fantasy World Dinner Shows van producent Frank Wentink. In 2004 verzorgde hij, samen met Eddy Walsh en Rachel Kramer, dinnershows in het Evoluon in Eindhoven. Dat jaar nam hij met het nummer The Story of my Life van Johnny Logan deel aan een voorronde van het Nationaal Songfestival 2004.
Tussen 2002 en 2008 was het wat stil rond de zanger. In 2009 kwam hij met een comeback en kwam het album Terug Van Weggeweest uit. In 2012 had hij een bescheiden rol als een van Jezus' discipelen in The Passion.
Kolenbrander deed in 2013 mee aan het vierde seizoen van The voice of Holland met het nummer This Is What It Feels Like, geen enkele coach draaide in zijn auditie echter de stoel, met als een van de redenen dat zijn vibrato te heftig was.
Kolenbrander is woonachtig in Millingen aan de Rijn, was gehuwd en heeft twee kinderen.

## Discografie

### Singles
- 1995 - Why God Why, Columbia - 10 weken in de top 40, hoogste notering: 10
- 1996 - Distant Flame, Epic
- 1996 - Hope, Epic - 3 weken in de top 40, hoogste notering: 35
- 1996 - The Year Of J.F.K., Epic
- 1997 - Under The April Snow, Epic
- 1998 - Wat Ik Nodig Heb, Epic
- 1999 - De Warmte Van Jou, Epic - duet met Alma Nieto
- 2000 - One step behind, Multidisk
- 2001 - Hello (Lionel Richie), Pascherni Records
- 2002 - Flying Heart, RW Entertainment
- 2002 - Isn't It Time, RW Entertainment
- 2008 - Meer Dan Dit, Quality Production Sound
- 2008 - Neem Alles, Quality Production Sound
- 2009 - Hij is verliefd, Quality Production Sound
- 2014 - Kampioen, R-Noise Records
- 2015 - Wat ben je mooi, R-Noise Records
- 2016 - Ik wil jou, R-Noise Records
- 2018 - Bang voor het donker, R-Noise Records
- 2018 - Vier het leven, R-Noise Records
- 2018 - 't is weer kerstmis, R-Noise Records
- 2020 - Ik wil terug, R-Noise Records
- 2021 - Bij je zijn, R-Noise Records - duet met Bremsie
- 2021 - Hier ben ik, R-Noise Records

### Albums
- 1996 - Arno Kolenbrander, Epic
- 2009 - Terug Van Weggeweest, Quality Production Sound-